# Augochlora daphnis
Augochlora daphnis är en biart som beskrevs av Smith 1853. Augochlora daphnis ingår i släktet Augochlora och familjen vägbin. Inga underarter finns listade.